# Nicolas de Jarente
Nicolas de Jarente  (mort le 2 octobre 1555)  est un ecclésiastique qui fut  évêque de Vence de 1541 à 1555 et évêque commendataire de Senez de 1550 à 1551.

## Biographie
Nicolas de Jarente est le fils de François de Jarente, baron de Senas, premier président de la Chambre des comptes d'Aix-en-Provence en 1512. Il est également le neveu de Balthasar de Jarente dont il devient le coadjuteur puis le successeur en 1541 lorsqu'il est promu archevêque d'Embrun. Il siège jusqu'à sa mort le 2 octobre 1555 ; Honoré Fisquet émet l'hypothèse qu'il est le prélat homonyme, nommé par le roi commendataire de l'évêché de Senez de 1550 à 1551 sans être jamais consacré ni mentionné dans les registres du diocèse.

## Héraldique
Ses armoiries sont : d'or au sautoir de gueules.